# 천주교 타이난 교구
천주교 타이난 교구(중국어: 天主教台南教區, 라틴어: Dioecesis Tainanensis)는 대만의 로마 가톨릭교회 교구이다.
1961년 3월 천주교 타이베이 대교구 관하 교구로 설정되었다.

## 역대 교구장
1. 루오꽝(스타니슬라오) (1961년 3월 21일 - 1966년 2월 15일)
2. 청스광(바오로) (1966년 6월 7일 - 1990년 12월 3일)
3. 첸자이파(요셉) (1990년 12월 3일 - 2004년 1월 24일)
4. 린치난(보스코) (2004년 1월 24일 - )

## 같이 보기
- 대만의 로마 가톨릭교회